# Freihandel

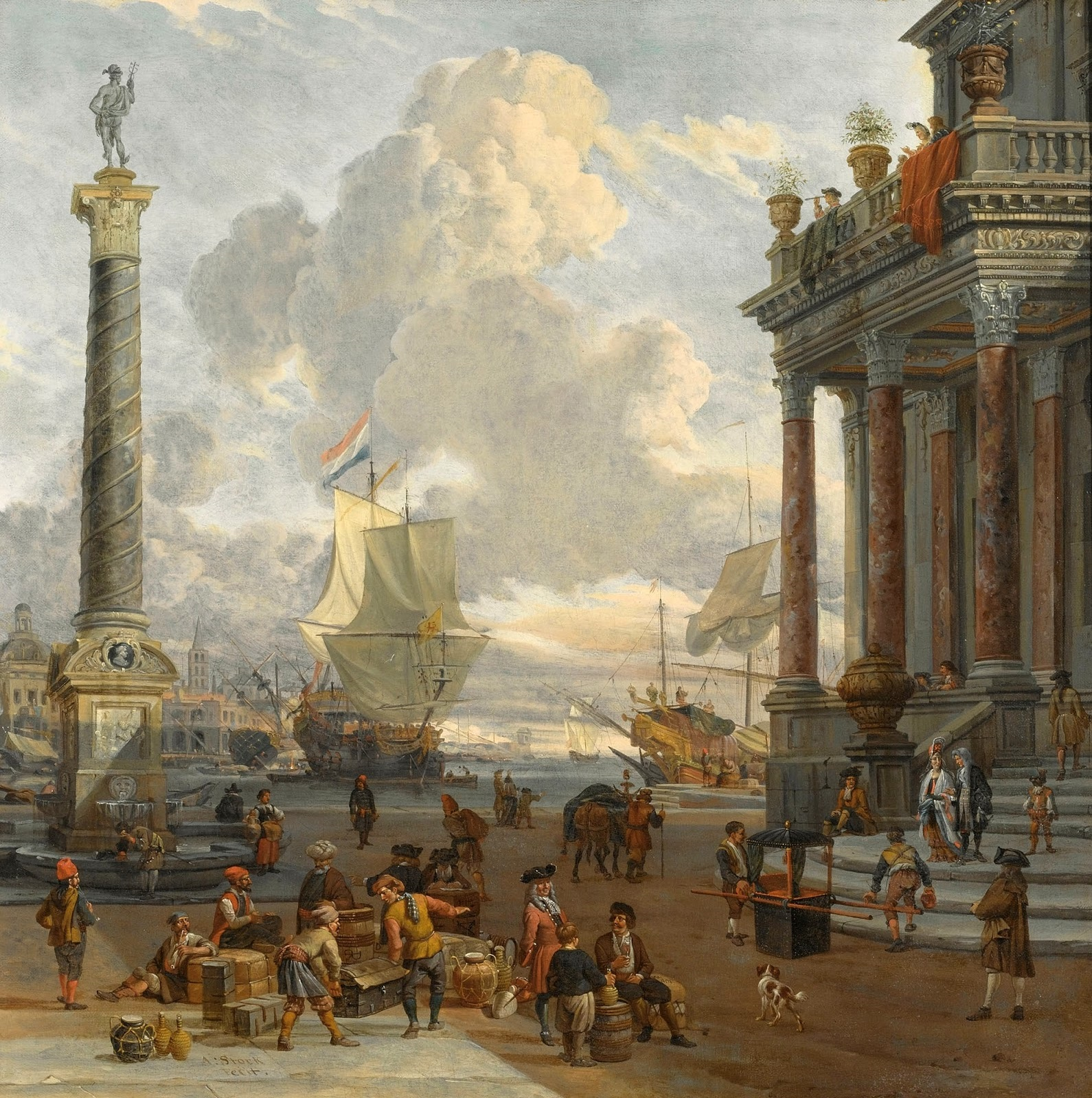
Hafenszene von Abraham Storck

Freihandel (englisch free trade) bezeichnet eine Handelspolitik, bei der keine Beschränkungen von Import und Export stattfinden. Dies beinhaltet in der Regel die Abwesenheit von Zöllen und nichttarifären Handelshemmnissen und das Ausbleiben von Subventionen für die heimische Exportindustrie. Die gegenteilige Handelspolitik ist der Protektionismus. Hier versucht die Regierung durch aktive Handelspolitik inländische Produzenten zu schützen und ausländische Produzenten zu benachteiligen. Die theoretischen Begründungen für Freihandel lassen sich bis in die Epoche der klassischen Nationalökonomie zurückverfolgen, besonders die Theorie der Arbeitsteilung und des komparativen Kostenvorteils.
Historisch hat der freie Handel von 1815 bis zum Ausbruch des Ersten Weltkriegs erheblich zugenommen. Die Handelsoffenheit nahm in den 1920er Jahren erneut zu, brach jedoch während der Weltwirtschaftskrise insbesondere in Europa und Nordamerika zusammen. Ab den 1950er Jahren nahm die Handelsoffenheit wieder erheblich zu. Ökonomen und Wirtschaftshistoriker sind sich einig, dass der internationale Handel heute freier ist als je zuvor.
Die meisten Ökonomen befürworten Freihandel. Es besteht ein breiter wissenschaftlicher Konsens, dass die Beseitigung von Handelshemmnissen und Zöllen das Wirtschaftswachstum und die ökonomische Wohlfahrt erhöht. Kurzfristig müssen aber Lösungen für Arbeitnehmer in importkonkurrierenden Branchen implementiert werden, damit sich diese bei Arbeitsplatzverlusten anpassen können. In der Realität praktizieren die meisten Länder eine Form von Protektionismus, etwa durch Zölle und nichttarifäre Handelshemmnisse.

## Definition
Freihandel bezeichnet eine Handelspolitik, bei der keine Beschränkungen von Import und Export stattfinden. Es gibt also keine Zölle für Importe oder Subventionen für Exporte.  Freihandelspolitik hat in der Regel folgende Merkmale:
- Warenhandel ohne Zölle oder andere Handelshemmnisse
- Handel mit Dienstleistungen ohne Handelshemmnisse
- Abwesenheit „handelsverzerrender“ Maßnahmen
- Unregulierter Marktzugang
- Unregulierter Zugang zu Marktinformationen
- Freihandelsabkommen, die Handel befördern

## Geschichte
Nicht der Freihandel, sondern Handelskriege oder Handelskonflikte charakterisierten die Geschichte bis ins 19. Jahrhundert. So brach am 24. Juni 1258 vor Akkon ein echter Handelskrieg um die Vorherrschaft im östlichen Mittelmeer aus, den die Wirtschaftsmetropolen Pisa, Genua, Venedig und Marseille in der Adria anzettelten, wobei allein Genua die Hälfte seiner 48 Kriegsschiffe und 1700 Mann verlor. Eine Vereinbarung über getrennte Handelsplätze beendete erst im Januar 1261 diesen Handelskrieg. Im August 1267 blockierten die Genuesen Akkon erneut, wurden aber von den Venezianern unter ihrem Dogen Lorenzo Tiepolo in die Flucht geschlagen. Im Jahre 1372 brach ein weiterer Handelskrieg zwischen Venedig und Genua aus, ein Rachefeldzug, der bis 1373 andauerte. Die Hanse war seit dem 12. Jahrhundert bis in die Neuzeit ein bedeutender Wirtschaftsbund Europas, in dem viele Grundlagen für die ersten Freihandelsabkommen gelegt wurden. Im Jahre 1353 handelten England und Portugal wechselseitige Handelsfreiheit für die Kaufleute aus, Neubestätigungen erfolgten am 16. Juni 1373 und am 5. Juli 1380.
Der von Lord Paul Methuen (1672–1757) im Jahre 1703 zwischen England und Portugal geschlossene Handelsvertrag wird als Beginn liberaler Handelspolitik während der Epoche des Merkantilismus betrachtet. Ziel des Merkantilismus war die Reduzierung der Importe von Fertiggütern durch eine entsprechende Zollpolitik, um die eigenen Manufakturen zu schützen und den Abfluss von Gold ins Ausland zu verhindern. Nach dieser Lehre war der internationale Handel ein Nullsummenspiel: Nur einer von zwei Handelspartnern könne einen Vorteil aus dem Austausch ziehen. Das Augenmerk lag hier noch auf den beteiligten Staaten und ihren jeweiligen Staatseinnahmen.
Einzelne Wissenschaftler setzten sich für den Freihandel ein. Die Physiokraten Pierre Samuel du Pont de Nemours, François Quesnay („Freiheit des Handels“) und Anne Robert Jacques Turgot stellten ihre Forderung nach Freihandel auf. Du Pont de Nemours verfasste 1764 eine Schrift über „Ausfuhr und Einfuhr von Korn und Mehl“, in der er für den Freihandel eintrat. Quesnay empfahl 1767: „Man halte die vollständige Freiheit des Handels aufrecht; denn die sicherste, strengste und für die Nation und den Staat günstigste Politik … besteht in der vollkommenen Freiheit der Konkurrenz“. Bei Quesnay gehörte die Abschaffung der Ausfuhrverbote und der Ausfuhrzölle zu den Grundpfeilern seiner Doktrin. Turgot führte 1774 das alte Freiheitsgesetz des Getreidehandels wieder ein. Nur ein freier Getreidehandel, so glaubte Turgot, könne eine gleichmäßige Versorgung der Bevölkerung garantieren.
Adam Smith erhob den Freihandel zum Grundpfeiler seiner Wirtschaftslehre. In seiner Theorie der ethischen Gefühle plädierte er 1759 für den Freihandel, überhaupt trat er für die wirtschaftliche Freiheit ein. Er sah den Freihandel als Möglichkeit, absolute Kostenvorteile zwischen den Ländern zu nutzen, da das vorhandene begrenzte Arbeitsvolumen produktiver eingesetzt werden kann, als wenn jedes Land nur für seinen Eigenbedarf produziere. Smiths Theorie der absoluten Kostenvorteile hatte allerdings zur Konsequenz, dass ein Land, das bei der Produktion keines Guts einen absoluten Kostenvorteil gegenüber den anderen Ländern aufweist, nicht gewinnbringend am Welthandel teilnehmen kann. Smith billigte zwar den Freihandel, betrachtete ihn jedoch als Utopie. Er behielt recht, denn im Juli 1759 begann das preußische Hilfskriegsschiff „Prinz Ferdinand“ im Mittelmeer den Handelskrieg durch Kaperei und brachte bis zu seiner Heimkehr im März 1760 insgesamt 14 Schiffe auf, nachdem Friedrich II. per Befehl diese Kaperei verboten hatte. Rückschläge kamen im Freihandel weiterhin vor. So verbot England 1774 den Export von Maschinen. Marie Jean Antoine Nicolas Caritat, Marquis de Condorcet veröffentlichte in seinem Todesjahr 1794 den „Entwurf einer historischen Darstellung der Fortschritte des menschlichen Geistes“. Er hielt Verbotsgesetze im Handel (französisch loi prohibitive) für die größte Eigentumsverletzung noch vor der Besteuerung.
Ein Wohlfahrtsgewinn wird durch gesteigerten Freihandel nach der Außenhandelstheorie des Ökonomen David Ricardo aus 1817 erreicht, weil dadurch komparative Kostenvorteile und somit ein volkswirtschaftlicher Wohlstandsgewinn erzielt werden. „Unter einem System von vollständig freiem Handel widmet natürlicherweise jedes Land sein Kapital und seine Arbeit solchen Verwendungen, die jedem am segensreichsten sind“. Kern seiner Freihandelslehre ist der Grundsatz, das jedes Land das produzieren soll, was es am besten kann, und tauscht es gegen Güter, die andere Länder besser herstellen können. Er und die meisten folgenden Außenhandelstheoretiker konzertierten sich vor allem auf die Außenhandelsgewinne (englisch gains from trade), da alle am Freihandel beteiligten Staaten hiervon profitieren. Diese Theorie bildet heute noch die Grundlage für die Annahme einer positiven Wirkung des Freihandels zwischen industrialisierten und weniger industrialisierten Ländern und darüber hinaus für alle Freihandelsabkommen.
Im 19. Jahrhundert entwickelt sich die Freihandelsbewegung zuerst in England mit der Anti-Corn Law League, der Bewegung der Industriellen gegen die Getreidezölle. Die große Hungersnot in Irland ab 1845 diente als Argument die Einfuhrzölle auf Getreide 1846 aufzuheben und die Arbeiter kostengünstiger zu ernähren. Die Aufhebung der Navigation Acts beseitigte 1849 Importbeschränkungen und vereinfachte die Einfuhr ausländischer Waren. In Europa begann die Freihandelsperiode mit dem 1860 zwischen England und Frankreich geschlossenen Cobden-Chevalier-Vertrag. Dieser sah in seinem Artikel V die Meistbegünstigung zwischen den Vertragsparteien vor. Aufgrund der wirtschaftlichen Bedeutung der Vertragsparteien suchten immer mehr Staaten präferentiellen Zugang insbesondere am französischen Markt. Das Resultat war ein Netzwerk an Freihandelsverträgen, die alle auf dem Prinzip der Meistbegünstigung aufbauten. Bis auf Russland und den USA beteiligten sich alle zu der Zeit wirtschaftlich relevanten Staaten an diesem Netzwerk.
Marktöffnung und ein Freihandel mit sehr ungleichen Austauschbeziehungen wurden von den europäischen Mächten, vor allem von England, sowie von den USA jedoch auch gewaltsam durchgesetzt und militärisch abgesichert. In zwei Opiumkriegen (Erster Opiumkrieg, zweiter Opiumkrieg) zwischen 1839 und 1860 zwang England China zur Öffnung seiner Märkte für indisches Opium, was zu den Kriegsopfern noch Millionen von Opiumtoten zur Folge hatte. China, das bis etwa 1820 einen Handelsbilanzüberschuss gegenüber Europa erzielt hatte, wurde innerhalb kurzer Zeit zur europäischen Halbkolonie. 1853 öffneten die USA die japanischen Häfen gewaltsam für den Handel und schlossen asymmetrische Verträge (sog. Ungleiche Verträge) mit Japan ab. Nach dem Börsencrash vom Mai 1873 (Gründerkrach) ging die deutsch Reichsregierung 1876 von ihrer den Freihandel begünstigenden Linie ab. Das Freihandelsnetzwerk kam zusätzlich ab 1878 durch billige Getreideimporte aus Russland und den USA unter Druck, was zu vereinzelten Handelskriegen führte, jedoch erst mit dem Ausbrechen des Ersten Weltkriegs (und damit nicht primär aus wirtschaftlichen Gründen) zu Fall.

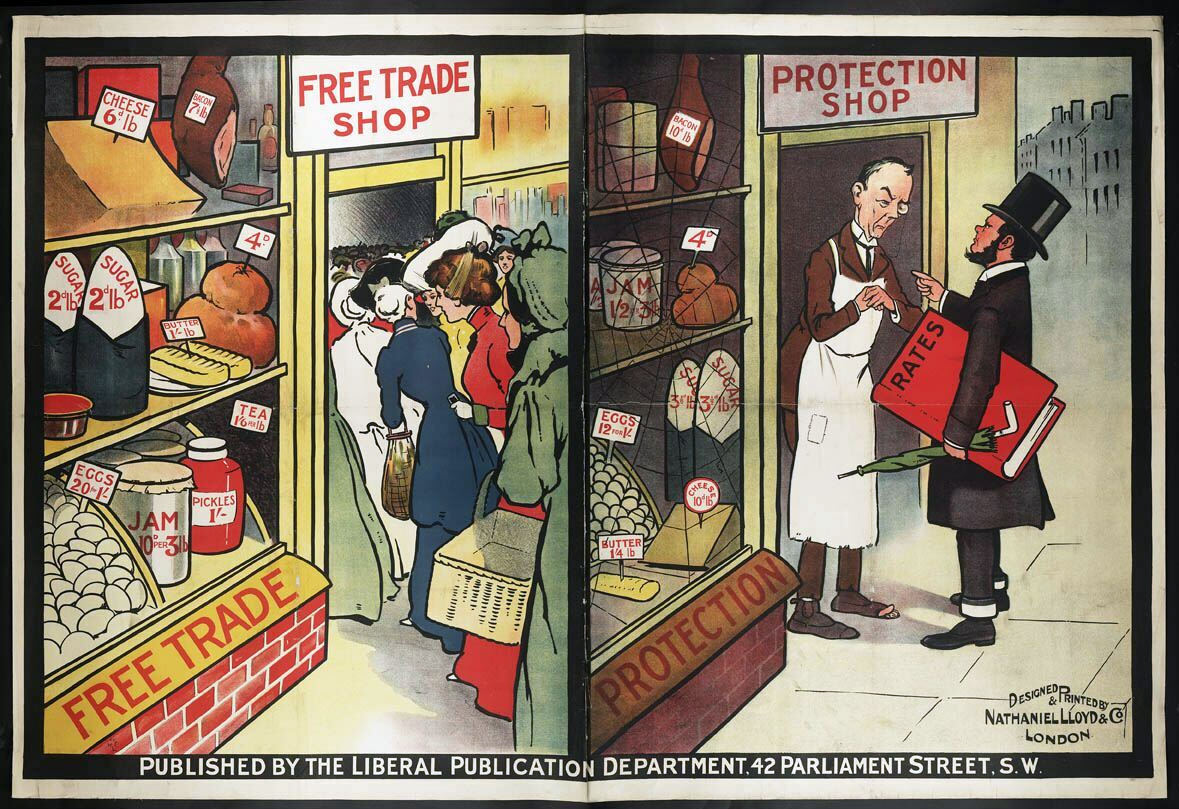
Plakat der Liberal Party, welches ihre Ansichten zu den Unterschieden zwischen Freihandel (links) und Protektionismus (rechts) darstellt

John Maynard Keynes schrieb 1923 zugunsten des Freihandels: „Wir müssen, wo immer die Entscheidung bei uns liegt, bei Freihandel, in seinem weitesten Sinne, als einem unbeugbaren Dogma, vor dem keine Ausnahme gestattet ist, bleiben“. Er sprach sich allerdings 1931 für einen allgemeinen Zolltarif aus. Auf dem Höhepunkt der Weltwirtschaftskrise des Jahres 1933 rückte Keynes von dem auch von ihm vertretenen Freihandelsprinzip noch weiter ab und forderte ein gewisses Maß an „nationaler Selbstversorgung“. Die liberale Wirtschaftspolitik jener Zeit besaß kein Rezept zur Beseitigung der massiven Arbeitslosigkeit, so dass man begann, Handelsbeschränkungen als Beschäftigungsprogramme einzusetzen. Inzwischen veröffentlichte Frank William Taussig ab 1924 einige Schriften zum Thema. Er kritisierte, dass „trotz der unübersehbaren Menge an Schriften über Freihandel und Schutzzoll gibt es dennoch kein einziges Werk, welches diesen Meinungsstreit in zufriedenstellender Weise aufzeigt“. In dem Maße, in dem die Zwischenkriegszeit durch gegenseitiges Misstrauen geprägt war, wurde auch der internationale Handel eingeschränkt. Die USA praktizierten eine allgemeine Isolationspolitik. Die Weltwirtschaftskrise von 1929 (Schwarzer Freitag) schöpfte, als sie einmal ausgebrochen war, einen Teil ihrer Dynamik daraus, dass die Länder, angestachelt vom wirtschaftlichen Kollaps, ihre Grenzen für ausländische Produkte schlossen, und so mit dem Zerschlagen des zwischenstaatlichen Handels auch die Wirtschaft abermals unter Druck setzten.

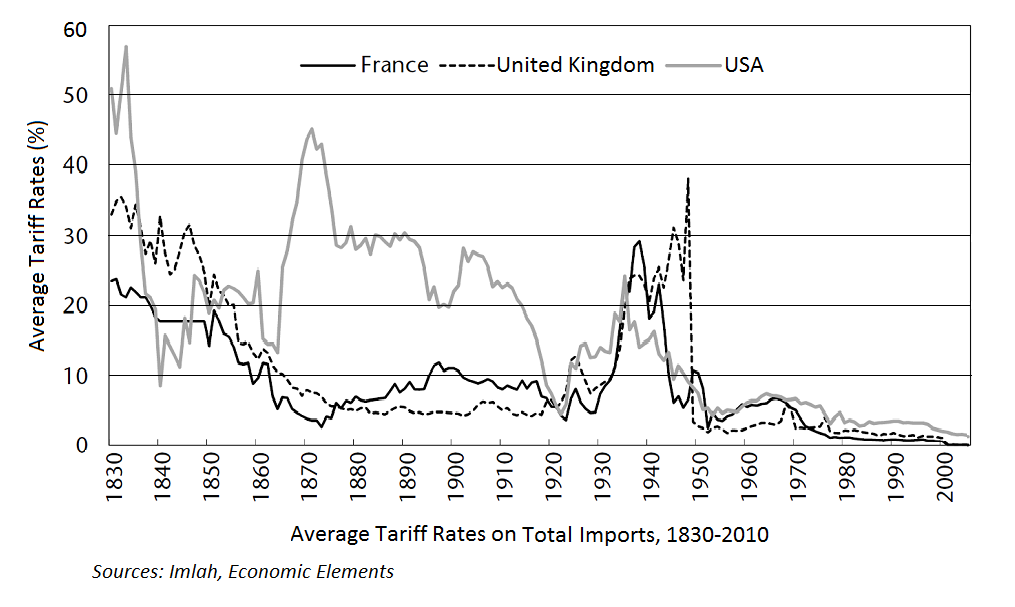
Durchschnittliche Zollsätze von Frankreich, dem Vereinigten Königreich und den USA

Die Idee des Freihandels erlebte erst ab Oktober 1947 durch den Abbau von Handelshemmnissen im Rahmen der Gründung des GATT ihre weltweite Blüte. Handelsbeschränkungen nahmen seitdem im Welthandel tendenziell ab. Aus dem GATT entstand im April 1994 die Welthandelsorganisation, die sich mit der Regelung von internationalen Handels- und Wirtschaftsbeziehungen beschäftigt. Multilateralismus und wirtschaftliche Integrationen wie die Montanunion (April 1951), die Nafta (Januar 1994), der Handelsvertrag der Völker (April 2006) oder das ASEAN-China-Freihandelsabkommen (Januar 2010) förderten den Freihandel, konnten jedoch später einzelne bilaterale Handelsstreitigkeiten nicht verhindern.
Seitdem ist die Tendenz erkennbar, dass statt des durch die Welthandelsorganisation zu fördernden Multilateralismus die Staaten auf bilaterale Freihandelsabkommen zurückgreifen wie etwa beim Umfassenden Wirtschafts- und Handelsabkommen mit Kanada (September 2017) oder dem Freihandelsabkommen EU-Japan (Juli 2018).
Globalisierung

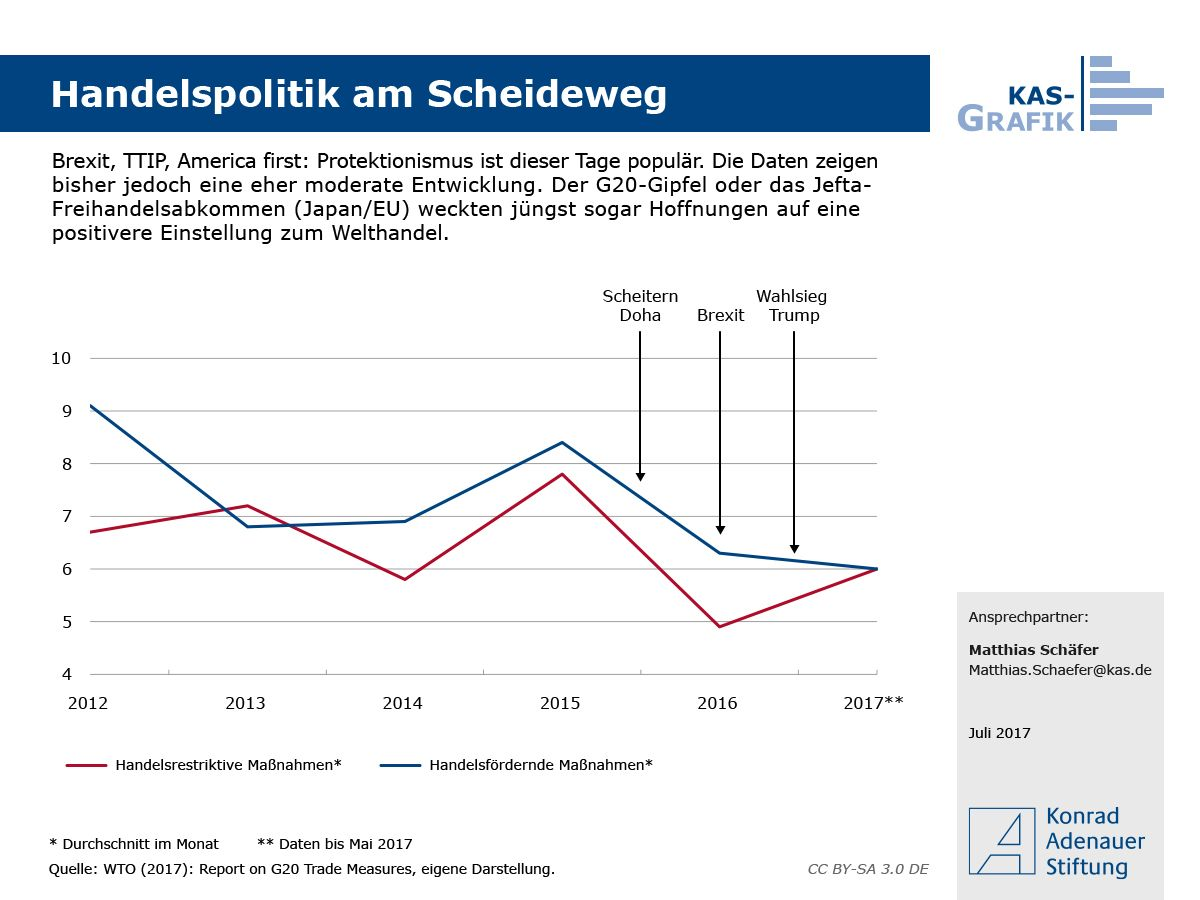
Mehr Freihandel oder Protektionismus? Übersicht über die Entwicklung weltweit

Die fortschreitende Freihandelspolitik war eine Grundlage der Globalisierung, deren Auswirkungen kontrovers diskutiert werden. Globalisierungskritiker sehen die Gefahr von Ausbeutung und Zementierung bestehender Gefälle sowie die Untergrabung der Wirtschaftspolitik der Nationalstaaten. Ökonomen wie Jagdish Bhagwati weisen jedoch darauf hin, dass beispielsweise in Indien und China die Armut zwischen 1980 und 2000, zwei Jahrzehnten beschleunigter Integration in die Weltwirtschaft, dramatisch zurückgegangen sei.
Grundsätzlich ist auch der durch bi- oder multilaterale Abkommen geregelte Freihandel für kleine und schwächer entwickelte Ökonomien, insbesondere die Ökonomien der Dritten Welt, immer riskanter als für große, hoch entwickelte Volkswirtschaften. Die politisch oft instabilen Staaten der Dritten Welt können kaum Einfluss auf die Standards nehmen, die dem Handel zugrunde liegen (z. B. Hygienestandards bei Lebensmitteln, Sozialstandards bei der Produktion von Konsumgütern). Ihre lokale Produktion ist kaum konkurrenzfähig gegenüber Billigimporten. Auch regionale Zusammenschlüsse von Entwicklungs- und Schwellenländern ändern daran wenig, weil innerhalb dieser Freihandelszonen vor allem die größeren und leistungsfähigeren Ökonomien profitieren. Die Bertelsmann-Stiftung stellte in einer Studie zu der geplanten Transatlantischen Handels- und Investitionspartnerschaft (TTIP) zwischen den USA und der EU fest, dass davon nicht nur die lateinamerikanischen Staaten, sondern selbst Kanada, China und Japan negativ betroffen wären.
Mit dem Freihandel einher gehen auch Abkommen zur Liberalisierung des Kapitalverkehrs und damit wiederum Investitionsschutzabkommen. Diese sehen meist vor, dass ein Investor im Gaststaat das Recht erhält, die Gewinne aus der Investition in einen anderen Staat zu transferieren. Auch kann die Situation eintreten, dass ein Gaststaat durch den Investitionsschutz gezwungen wird, seine innerstaatliche Rechtsordnung einzufrieren und demokratisch beschlossene Prozesse im Sinne des Investors und gegen den Willen des Volkes zu unterbinden, um den Vorgaben des Investitionsschutzes zu genügen. In den Schiedsgerichtsverfahren wie denen des Internationalen Zentrums zur Beilegung von Investitionsstreitigkeiten (ICSID) der Weltbank arbeiten meist spezialisierte Großkanzleien bzw. Juristen, die im privatrechtlichen Bereich für die Investoren tätig sind. Da Investitionsschutzklagen oft der Geheimhaltung unterliegen und keine Berufungsmöglichkeiten gegen die Entscheidungen der Schiedsgerichte vorgesehen sind, fehlen demokratische und juristische Kontrollmöglichkeiten. Denkbar sind (und eingereicht wurden) z. B. Klagen von Investoren gegen Mindestlöhne (wie im Fall Ägyptens), gegen Garantiepreise für die Einspeisung alternativer Energien, gegen Frackingverbote oder gegen Warnhinweise auf Zigaretten.

Insbesondere das NAFTA-Abkommen war ein Türöffner für die Sicherung der Privilegien von Investoren durch Schiedsgerichte. Stephen Gill von der York University in Toronto, einer der „Fifty Key Thinkers of International Relations“, spricht von einer Privatisierung des Handelsrechts und von der „Verrechtlichung neoliberaler Dogmen“. 2014 waren vor den Schiedsgerichten Prozesse mit Schadensersatzansprüchen an Regierungen (vor allem an die kanadische) in Höhe von 12,4 Milliarden US-Dollar anhängig.

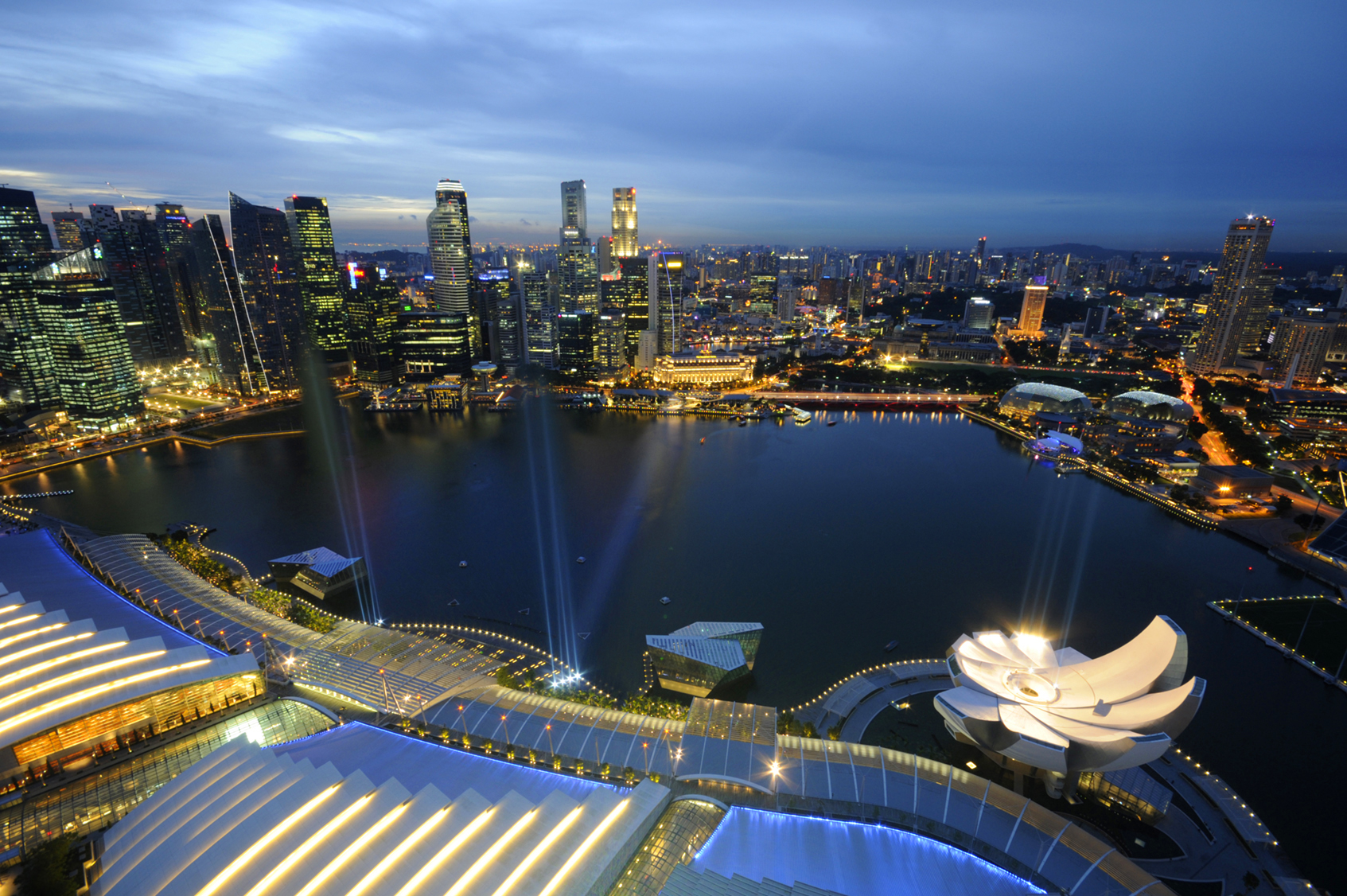
Singapur befindet sich an der Spitze des Enabling Trade Index von 2016

Die 30 handelsfreundlichsten Länder laut dem Enabling Trade Index des Weltwirtschaftsforums im Jahr 2016:
1. Singapur 6.0
2. Niederlande 5.7
3. Hongkong 5.7
4. Luxemburg 5.6
5. Schweden 5.6
6. Finnland 5.6
7. Österreich 5.5
8. Vereinigtes Königreich 5.5
9. Deutschland 5.5
10. Belgien 5.5
11. Schweiz 5.4
12. Dänemark 5.4
13. Frankreich 5.4
14. Estland 5.3
15. Spanien 5.3
16. Japan 5.3
17. Norwegen 5.3
18. Neuseeland 5.3
19. Island 5.3
20. Irland 5.3
21. Chile 5.3
22. Vereinigte Staaten 5.2
23. Vereinigte Arabische Emirate 5.2
24. Kanada 5.2
25. Tschechien 5.1
26. Australien 5.1
27. Südkorea 5.0
28. Portugal 5.0
29. Litauen 5.0
30. Israel 5.0

## Ökonomische Grundlagen
Die Idee des Freihandels basiert auf den Annahmen des klassischen Wirtschaftsliberalismus. Freihandel beruht demnach darauf, dass die Handelspartner aus eigenem Interesse und zum größtmöglichen gemeinsamen Nutzen jegliche Maßnahmen unterlassen, die den freien, ungehinderten Austausch von Waren, Dienstleistungen oder Kapital behindern. Vor allem sind Handelshemmnisse (wie Importzölle, Exportsubventionen, Einfuhrquoten oder Exportbeschränkungen) oder Außenhandelsinstrumente (wie Devisenbewirtschaftung, Kapitalverkehrskontrollen oder Luxussteuer) verboten. Dann besteht absolute Warenverkehrsfreiheit. Dieser muss eine absolute Kapitalverkehrsfreiheit entsprechen, weil nur die freie Außenhandelsfinanzierung und unbehinderte Auslandsüberweisung im Auslandszahlungsverkehr die dingliche Gegenleistung beim Warenverkehr ermöglicht.
Da die Außenwirtschaftstheorie und die Realität im Welthandel für alle Staaten kein anzustrebendes außenwirtschaftliches Gleichgewicht erkennen lassen, gibt es strukturell stets sowohl Exportnationen („Exportweltmeister“) als auch importlastige Staaten. Im Jahre 2015 wiesen weltweit 123 Staaten (2/3 aller Staaten) ein Handelsbilanzdefizit, aber lediglich 62 Staaten einen Handelsbilanzüberschuss aus. Beiden fehlt es am außenwirtschaftlichen Gleichgewicht, denn dieses setzt den Ausgleich der Leistungsbilanz voraus. Bei export- und importlastigen Staaten könnten Maßnahmen erforderlich werden, wenn der importierende Staat ein Handelsbilanzdefizit aufweist, das auch mittelfristig durch Abwertung nicht abgebaut werden kann. Dieser Staat kann sich nicht anders wehren, als Importe zu beschränken und/oder eigene Exporte zu fördern. Gelingt dies nicht, droht den importlastigen Staaten hohe Staatsverschuldung mit der Gefahr des Staatsbankrotts, während exportlastige Staaten zwar zunächst Staatsvermögen anhäufen. Hierunter befinden sich jedoch Exportforderungen gegen importlastige Staaten, die einen Forderungsausfall bei exportlastigen Staaten auslösen, welche dadurch einen Verlust aus Abschreibung hinnehmen müssen.
Das außenwirtschaftliche Gleichgewicht verlangt in Deutschland gemäß § 1 StabG, dass Bund und Länder bei ihren wirtschafts- und finanzpolitischen Maßnahmen die Erfordernisse des gesamtwirtschaftlichen Gleichgewichts zu beachten haben. „Die Maßnahmen sind so zu treffen, dass sie im Rahmen der marktwirtschaftlichen Ordnung gleichzeitig zur Stabilität des Preisniveaus, zu einem hohen Beschäftigungsstand und außenwirtschaftlichem Gleichgewicht bei stetigem und angemessenem Wirtschaftswachstum beitragen“. Bei außenwirtschaftlichen Störungen des gesamtwirtschaftlichen Gleichgewichts, deren Abwehr durch binnenwirtschaftliche Maßnahmen nicht oder nur unter Beeinträchtigung der in § 1 StabG genannten Ziele möglich ist, hat die Bundesregierung gemäß § 4 StabG „alle Möglichkeiten der internationalen Koordination zu nutzen. Soweit dies nicht ausreicht, setzt sie die ihr zur Wahrung des außenwirtschaftlichen Gleichgewichts zur Verfügung stehenden wirtschaftspolitischen Mittel ein“. Deutschland müsste zur Erfüllung dieses Gesetzes entweder aufwerten (Hindernis: einseitige Aufwertung beim Euro nicht möglich) oder intern aufwerten (Lohnerhöhung in allen Exportbranchen), Exportzölle erheben (Hindernis ist die Zollunion) oder die komparativen Kostenvorteile umsetzen und den Handelspartnern Wirtschaftszweige überlassen. Diese wirtschaftspolitischen Mittel sind jedoch geeignet, den Freihandel zu beschränken.
Aus Sicht der meisten Ökonomen lassen sich durch Freihandel Wohlfahrtsgewinne realisieren (komparativer Kostenvorteil). Allerdings sind die entwicklungs-, umwelt- und sozialpolitischen Folgen des Freihandels umstritten.

## Theoretische Begründung

Wirkung eines Importzolls: Die rote Linie stellt die Inlandsnachfrage, die blaue Linie das Inlandsangebot und die untere gestrichelte Linie den Weltmarktpreis (= vollkommen elastisches Angebot auf dem Weltmarkt) eines ökonomischen Guts dar. Durch einen Importzoll steigt der Binnenpreis von P_{world} auf P_{tariff}. Die Produzentenrente (gelb) steigt und der Staat erhält Zolleinnahmen (blau). Der Verlust der Konsumentenrente (blau, rot und obere gelbe Fläche) übersteigt diese Zuwächse jedoch um die beiden roten Flächen. Resultat: Der Verlust für die inländischen Konsumenten ist größer als der Gewinn für den Staat und die inländischen Produzenten zusammen. Die Wohlfahrt des Landes sinkt.

Liberale Außenhandelstheorien kommen zu dem Ergebnis, dass Freihandel der Wohlfahrt eines Landes mehr dient als Protektionismus. Zu den dargestellten Vorteilen des Freihandels gehören beispielsweise: 
- erhöhte Effizienz (Zölle führen zu Produktions- und Konsumverzerrungen und somit zu Nettowohlfahrtsverluste; Angleichung der Binnenpreise an die Weltmarktpreise führt hingegen zu Nettowohlfahrtsgewinne),
- die Verhinderung von Monopolen und die damit verbundenen Nettowohlfahrtsverluste,
- eine größere Produktvielfalt,
- durch den Wettbewerb und Technologietransfer beschleunigte Innovationen und verbesserte Produkte,
- Fixkostendegression durch Massenproduktion (positive Skaleneffekte),
- die Förderung des Friedens durch wirtschaftliche Verflechtungen (engl. capitalist peace).

In einer vielzitierten Studie aus dem Jahre 1995 teilten Jeffrey Sachs und Andrew Warner die Entwicklungsländer in drei Kategorien ein: Länder, die in ihrer Geschichte stets zum Freihandel tendierten; Länder, die in ihrer Geschichte vom Protektionismus zum Freihandel wechselten; und Länder, die in ihrer Geschichte stets stark protektionistisch agierten. 2006 betrug das durchschnittliche Bruttoinlandsprodukt (BIP) der ersten Kategorie 17.521; das der dritten 2.362 US-Dollar pro Kopf. Frei handelnde Entwicklungs- und Industrieländer hatten im Zeitraum 1970–1990 sehr hohe Wachstumsraten. Insbesondere die Länder mit anfangs relativ niedrigem Pro-Kopf-BIP wuchsen schnell (häufig über 5 %). Die protektionistischen Länder wuchsen durchschnittlich nur 0,5 % pro Jahr. Insbesondere armen Ländern schadete im gewählten Zeitraum der Protektionismus.

## Rezeption

Importzoll (in Prozent des BIP) und BIP pro Kopf mit Kaufkraftparität diverser Länder

Die Literatur zur ökonomischen Analyse des Freihandels ist reichhaltig. Ökonomen haben umfangreiche Arbeiten zu den theoretischen und empirischen Folgen des Freihandels geleistet. Obwohl er Gewinner und Verlierer produziert, besteht unter Ökonomen ein breiter wissenschaftlicher Konsens darüber, dass Freihandel einen Nettogewinn für die Gesellschaft bringt. 2006 stimmten in einer Umfrage unter amerikanischen Ökonomen 87,5 % der Aussage zu, dass die USA verbleibende Zölle und andere Handelshemmnisse beseitigen sollten. Der Harvard-Ökonom Gregory Mankiw fasst den modernen wissenschaftlichen Konsens so zusammen:

“Few propositions command as much consensus among professional economists as that open world trade increases economic growth and raises living standards.”

„Wenige Aussagen sind unter professionellen Ökonomen so sehr Konsens wie die, dass ein offener Welthandel das Wirtschaftswachstum steigert und den Lebensstandard erhöht.“

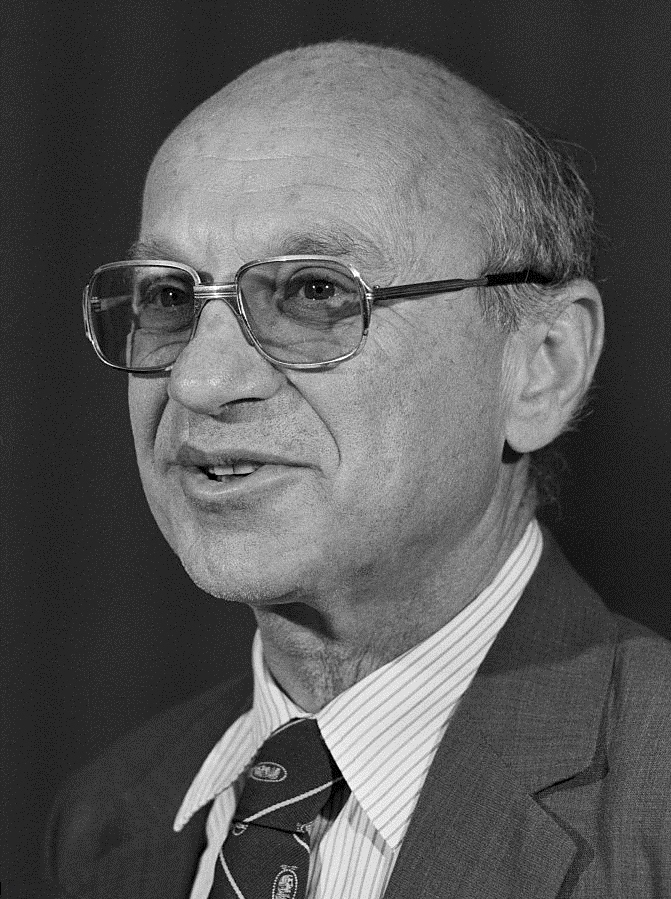
Milton Friedman war für die Abschaffung sämtlicher Handelsschranken

In einer Umfrage unter den weltweit führenden Ökonomen widersprach niemand der Aussage, dass „ein freierer Handel die Produktionseffizienz verbessert und den Verbrauchern bessere Wahlmöglichkeiten bietet, und dass diese Gewinne auf lange Sicht viel größer sind als alle Auswirkungen auf Beschäftigung“.

### Kritik
Neben dem breiten Konsens unter Ökonomen, welche den Freihandel befürworten, gibt es Minderheitenmeinungen, welche den Freihandel kritisieren. Diese Kritik lässt sich bis in die Zeit der klassischen Nationalökonomie zurückverfolgen. So erklärte Friedrich List 1841 gemäß seinem Erziehungszollkonzept, ähnlich wie vor ihm Hamilton und Raymond, Jean-Antoine Chaptal und Charles Ganilh,

„Jede Nation, die durch Schutzpflichten und Schifffahrtsbeschränkungen ihre Produktionskraft und ihre Schifffahrt so weit entwickelt hat, dass keine andere Nation mit ihr freie Konkurrenz halten kann, kann nichts Besseres tun, als diese Leitern ihrer Größe wegzuwerfen, anderen Nationen die Vorteile des freien Handels zu predigen und in reumütigem Ton zu erklären, dass sie bisher auf den Pfaden des Irrtums geirrt ist und es nun zum ersten Mal gelungen ist, die Wahrheit zu entdecken.“

In der Geschichte des 19. und 20. Jahrhunderts war Freihandel wesentlicher Teil der imperialistischen Politik des Britischen Weltreichs, deutlich zum Beispiel in den Opiumkriegen.
Kritiker werfen auch heute der EU und USA vor, Freihandel zu propagieren, aber häufig eine protektionistische Außenhandelspolitik zu verfolgen. Als Beweis werden folgende Beispiele angeführt:
- Im Textilstreit 2005 zwischen der Volksrepublik China auf der einen Seite und der EU und den USA auf der anderen Seite drängten die EU und die USA die Volksrepublik China dazu, Ausfuhrbeschränkungen (engl. export quotas) in China für Textilien aus China als Ersatz für Einfuhrbeschränkungen in der EU (und den USA) für ebendiese Textilien aus China einzuführen. Dies geschah bereits wenige Monate, nachdem Einfuhrkontingente (engl. import quotas) für solche Textilien aus China zum Anfang des Jahres 2005 aufgehoben wurden.
- Staaten der Dritten Welt befürworten teils einen Freihandel für Agrarprodukte. Die EU und die USA befürworten offiziell einen allgemeinen Freihandel, da sie ihrerseits über komparative Kostenvorteile bei kapitalintensiven Gütern verfügen. Jedoch erhalten Bauern in den USA und in der EU Agrarsubventionen, die dazu führen, dass trotz der höheren Produktionskosten für Agrarprodukte in den Industrieländern gegenüber jenen in Entwicklungsländern die Marktpreise der Ersteren geringer sind als jene der Letzteren. So hat auch die Welthandelsorganisation jahrelang nicht vermocht, die USA zum Verzicht auf die 2002 beschlossenen Anbau- bzw. Exportsubventionen zu bewegen, was vor allem afrikanische Erzeuger schwer geschädigt hat. Ähnliches galt für Getreide und Soja. Die Subventionspolitik hat zur Folge, dass die Marktchancen für Agrarprodukte aus den Entwicklungsländern deutlich geringer sind, als sie bei allgemeinem Freihandel ohne Subventionen wären. Ferner gibt es in der EU Einfuhrkontingente für Agrarprodukte. Entwicklungsländer werden laut Kritikern unter Androhung der Aussetzung von Entwicklungshilfe und der Kündigung von Krediten dazu bewegt, ihrerseits alle Importzölle und -quoten abzubauen und sonstige Subventionierung ihrer Bauern zu unterlassen. Das führt in Entwicklungsländern nicht nur dazu, dass diese keinerlei Möglichkeit haben, entsprechend ihrer komparativen Vorteile Agrarprodukte zu exportieren, sondern auch zu einer Vernichtung der inländischen Landwirtschaft durch Importe der Überschussproduktionen aus der Europäischen Union und den USA.[53] Die Subventionierung der Landwirtschaft verhindert den Strukturwandel der Industrieländer und eine soziale Konvergenz der Entwicklungsländer.[54]

Besonders deutlich wird das am Beispiel der Rolle Mexikos in der NAFTA-Zone. Bei der Aushandlung des NAFTA-Abkommens hatte sich die US-Regierung das Recht vorbehalten, große Teile der US-Landwirtschaft mit Importzöllen und Subventionen gegen die Importkonkurrenz aus Mexiko zu stützen. Insbesondere die amerikanische Maisproduktion, aber auch Teile der Fleischproduktion können nach den NAFTA-Verträgen von der amerikanischen Regierung massiv subventioniert werden. Mexiko, früher Selbstversorger mit dem Hauptnahrungsmittel Mais, wurde mit diesen subventionierten US-amerikanischen Landwirtschaftsprodukten und Fleisch überschwemmt, dessen Preis 20 Prozent unter den Produktionskosten liegt. Die erwartete Spezialisierung und Erhöhung der Wertschöpfung in der mexikanischen Landwirtschaft trat nicht ein: Millionen Kleinbauern mussten aufgeben, die vielen Land- und Arbeitslosen konnten aber nicht in den neu entstandenen Zulieferindustrien absorbiert werden. Die Kriminalität stieg. Mexiko muss heute 60 Prozent seines Weizen- und 70 Prozent seines Reisbedarfs importieren. Auch Kanada wurde wieder zu einem Exporteur von Rohstoffen und hat verstärkt mit Umweltproblemen zu kämpfen, während gleichzeitig die internationale Ölwirtschaft Druck auf die Umweltschutzbestimmungen ausübt. Insgesamt stagnierten die Einkommen in den NAFTA-Mitgliedsländern, während die Einkommensungleichheit stieg.
Eine heute besonders prominente Minderheitenmeinung unter Ökonomen vertritt Ha-Joon Chang. Er argumentiert, dass die Entwicklungsländer in den 1960er und 1970er Jahren (bevor sie ihre Märkte öffneten und deregulierten) ein erheblich höheres Wirtschaftswachstum hatten als später. Die jährliche Steigerung des Pro-Kopf-Einkommens fiel von durchschnittlich 3 % (1960–1980) auf nur noch 1,7 % (1980–2000). Francisco Rodriguez und Dani Rodrik kritisierten an einigen dieser Studien, die einen positiven Zusammenhang zwischen Freihandel und Wachstum fanden, dass die Indikatoren der Handelspolitik falsch gewählt wurden oder mit anderen Ursachen schwachen Wachstums stark korrelierten. So ist die Bereitschaft, den eigenen Markt zu öffnen, eher Resultat eines vorherigen schnellen Wachstums aufgrund erfolgreicher Industrialisierung (wie in England 1846).

### Öffentlichkeit
Die Öffentlichkeit, sowohl in Industrie- als auch in Entwicklungsländern, befürwortet mehrheitlich den freien Handel mit anderen Ländern. Es gibt jedoch Spaltungen hinsichtlich der erwarteten Auswirkungen auf Beschäftigung und Löhne. Eine relative Mehrheit der Menschen in Industrieländern ist überzeugt, dass Handelserhöhungen die Löhne erhöhen. In Schwellenländern glauben 47 Prozent der Menschen, dass der Handel die Löhne erhöht, verglichen mit 20 Prozent, die sagen, dass er die Löhne senkt. Es besteht eine positive Beziehung von 0,66 zwischen der durchschnittlichen BIP-Wachstumsrate für die Jahre 2014 bis 2017 und dem Prozentsatz der Menschen in einem bestimmten Land, die sagen, dass Handel die Löhne erhöht.